# Doctor Occult
Doctor Occult är en serie om en ockult detektiv, skapad 1935 av Jerry Siegel och Joe Shuster (Stålmannens skapare).
Vanligtvis var Occult klädd i hatt och trenchcoat, men i ett äventyr från 1936 begagnade han en trikådräkt och en mantel. Detta var två år före "Stålmannens" tillkomst, och därmed hävdar vissa att Doctor Occult var den första typiska superhjälten.
Figuren återupplivades på 1980-talet av Roy Thomas i "All-Star Squadron", och har därefter synts i diverse andra serier från DC Comics, såsom "Books of Magic" och "JSA". Han har även synts i en egen engångspublikation från DC:s vuxenetikett Vertigo (Vertigo Visions: Doctor Occult nr 1 från 1994).
I de moderna serierna är Doctor Occult två själar, en man och en kvinna, som lever i en och samma kropp. Ibland går han runt som den manlige Doctor Occult, ibland i skepnaden av sin kvinnliga kollega Rose Psychic.